# Потто, Василий Александрович
Васи́лий Алекса́ндрович По́тто (1 [13] января 1836, Тула, Российская империя — 29 ноября 1911, Тифлис, Российская империя) — генерал от кавалерии (посмертно) русской армии немецкого происхождения, участник Крымской войны и подавления Польского восстания, начальник Военно-исторического отдела при штабе Кавказского военного округа, военный историк.

## Биография
Родился в обрусевшей дворянской семье немецкого происхождения. Военное образование получил в Тульском Александровском кадетском корпусе, в Орловском кадетском корпусе и в Дворянском полку.
11 (23) июня 1855 года произведён в прапорщики, назначен в Новороссийский драгунский полк. Вместе с этим полком в 1855 году участвовал в блокаде и взятии Карса во время Крымской войны. 15 (27) октября 1857 года произведён в поручики, а 13 (25) мая 1862 года в штабс-капитаны.
Вслед за тем, в 1863—1864 годах он принимал участие в подавлении восстания в Польше. За отличия против польских повстанцев был награждён орденами Св. Станислава 3-й степени с мечами и бантом, Св. Анны 3-й степени с мечами и бантом (оба в 1863 году) и Св. Станислава 2-й степени с мечами, а в следующем году получил орден Св. Станислава 2-й степени с императорской короной и мечами. 5 (17) июня 1863 год произведён в капитаны.
В 1866 году Потто был назначен преподавателем Николаевского кавалерийского училища и 3 (15) декабря зачислен штабс-ротмистром в Уланский Его Величества лейб-гвардии полк.
18 (30) октября 1870 года Потто был переименован в майоры и назначен начальником Оренбургского казачьего юнкерского училища с зачислением в Лейб-гвардии Уральский казачий эскадрон. 30 августа (11 сентября) 1872 года произведён в подполковники. 18 (30) февраля 1877 года произведён в полковники.
1871, 1872 гг. В. А. Потто пребывал в командировке в Уильском укреплении (ныне село Уил Уилского района Актюбинской области Республики Казахстан).
19 (31) декабря 1881 года Потто был назначен состоять при Военном министерстве по кавалерии без должности, а с 7 (19) октября 1885 года находился в отставке.
3 (15) февраля 1887 года Потто вновь был принят на службу с тем же чином и назначен состоять при войсках Кавказского военного округа. 18 (30) февраля 1896 года был назначен начальником военно-исторического отдела при Штабе Кавказского военного округа и 14 (18) мая 1896 года получил чин генерал-майора.
22 апреля (5 мая) 1907 года Потто был произведён в генерал-лейтенанты.
Скончался Потто в Тифлисе 29 ноября (12 декабря) 1911 года. Императором Николаем II  ему был пожалован чин генерала от кавалерии (посмертно). Был похоронен в ограде военного собора Александра Невского в Тифлисе.
Его сын Александр (1866—1917) был генерал-майором, а дочь Елена (1864—1963) — супругой участника русско-турецкой войны 1877—1878 гг., генерала от инфантерии Г. Э. Берхмана.

## Награды
- орден Святого Станислава 3-й степени с мечами и бантом (1863)
- орден Святой Анны 3-й степени с мечами и бантом (1863)
- орден Святого Станислава 2-й степени с мечами (1864)
- орден Святого Станислава 2-й степени с императорской короной и мечами (1865)
- орден Святой Анны 2-й степени (1869)
- орден Святой Анны 2-й степени с императорской короной (1873)
- подарок по чину (1873)
- орден Святого Владимира 4-й степени с бантом за 25 лет службы в офицерских чинах (1879)
- орден Святого Владимира 3-й степени (1899)
- орден Святого Станислава 1-й степени (1904)
- орден Святой Анны 1-й степени (1906)

## Чинопроизводство
- прапорщик (11.06.1855)
- поручик (15.10.1857)
- штабс-капитан (13.05.1862)
- капитан (05.06.1863)
- штабс-ротмистр гвардии (03.12.1866)
- майор [переименован] (18.10.1870)
- подполковник (30.08.1872)
- полковник [награждён] (18.02.1877)
- генерал-майор [награждён] (14.05.1896)
- генерал-лейтенант [награждён] (22.04.1907)
- генерал от кавалерии [посмертно] (1911)

## Избранные работы
- История Новороссийского драгунского полка. 1803—1865. (СПб., 1866.)
- Исторический очерк Николаевского кавалерийского училища (Ко дню 50-летнего юбилея учебного заведения) (СПб., 1873)
- Современное образование и воспитание войск (СПб., 1875)
- Кавказская война в отдельных очерках, эпизодах, легендах и биографиях: в 5 томах. (2-е изд.) (СПб., 1887—1889)
- Боевая хроника полков 21-й пехотной дивизии (Тифлис, 1888)
- Царская семья на Кавказе. 18 сентября — 14 октября 1888 года (Тифлис, 1889)
- Первые добровольцы Карабага в эпоху водворения русского владычества (Мелик-Вани и Акоп-юзбаши Атабековы). — Тифлис: Скоропечатня М. Мартиросянца, 1902. — 78 с. Доступна в текстовом формате.
- История 44-го Драгунского Нижегородского полка. — СПб., 1892—1908. — 11 т.
- История 17-го Драгунского нижегородского его императорского Величества полка. (Тифлис, 1908) (Являлся 11 томом к «История 44-го Драгунского Нижегородского … полка»)
- Генерал-адъютант Иван Давыдович Лазарев (Тифлис, 1900)
- История Ахтырского полка. 1765—1796 (СПб., 1902) (Сост. совместно с Одинцовым С. И.)
- Утверждение русского владычества на Кавказе (Тифлис, 1901—1908) (Потто являлся редактором и, отчасти, автором-составителем данного издания)
- Два века Терского казачества: 2-х томах (Владикавказ, 1912)